# Volkswagen Gol

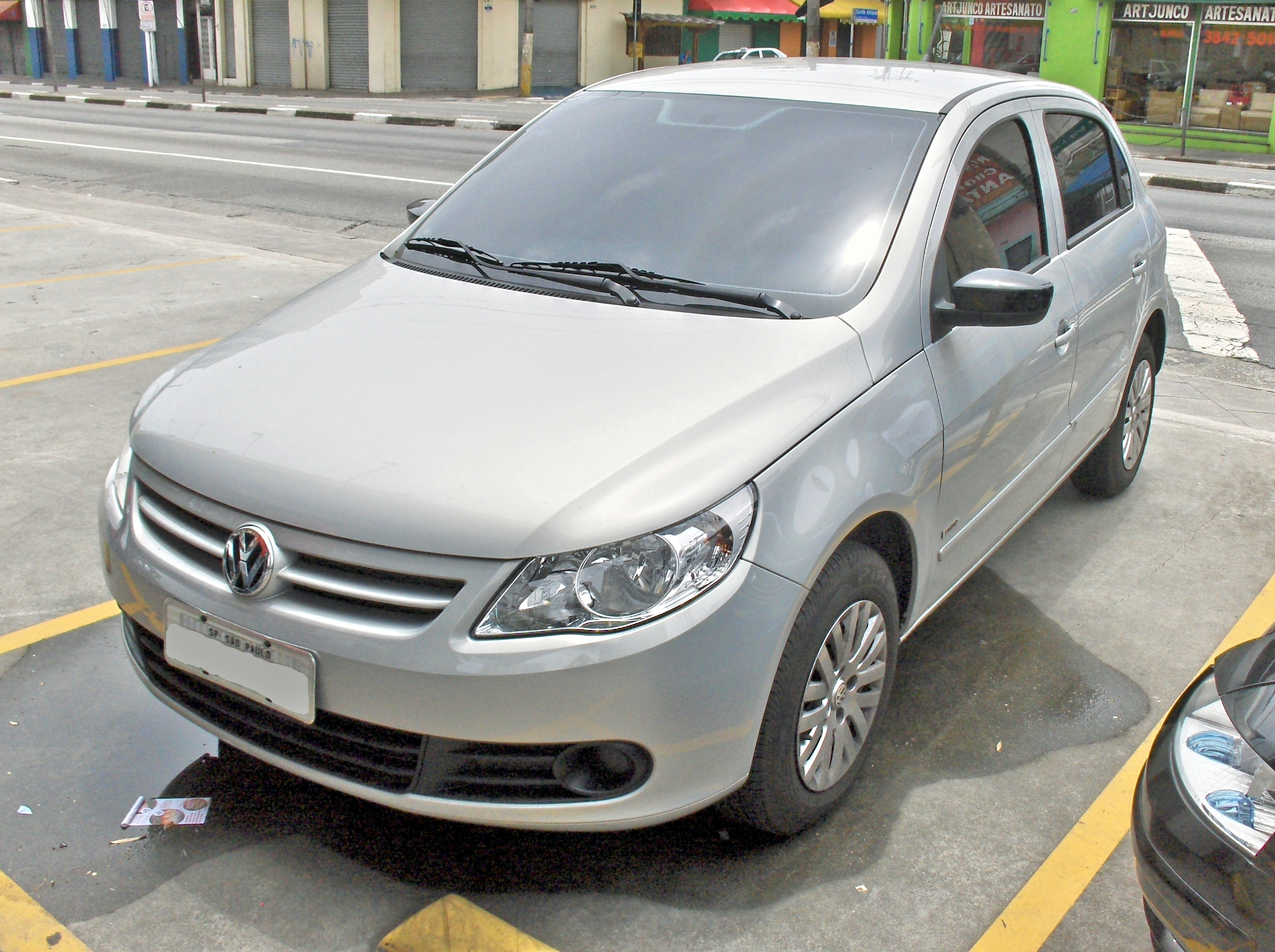
Volkswagen Gol

Volkswagen Gol är en bilmodell från Volkswagen som produceras i Brasilien och Argentina. Den lanserades 1980. Bilen är av kombityp och kunde eller kan fås med ett antal olika motorkombinationer: 1000, 1300, 1500, 1600, 1800 och 2000 cm³. Bilen kan också fås med motorer anpassade för alkoholdrift.
Sedanmodellen av Gol heter Volkswagen Voyage.